# La Palma (Cuba)
Pour les articles homonymes, voir La Palma.
La Palma est une ville et une municipalité de Cuba dans la province de Pinar del Río.

## Géographie

### Situation
La ville est à 161 km sud-ouest de La Havane et 57 km nord-nord-est de sa capitale de province Pinar del Río.
La municipalité inclut les îles de l'extrémité est de l'archipel des Colorados, dont cayo Verracos, cayo Arenas, cayo Levisa, cayo Médano de Casiguas, cayo Catalanes.

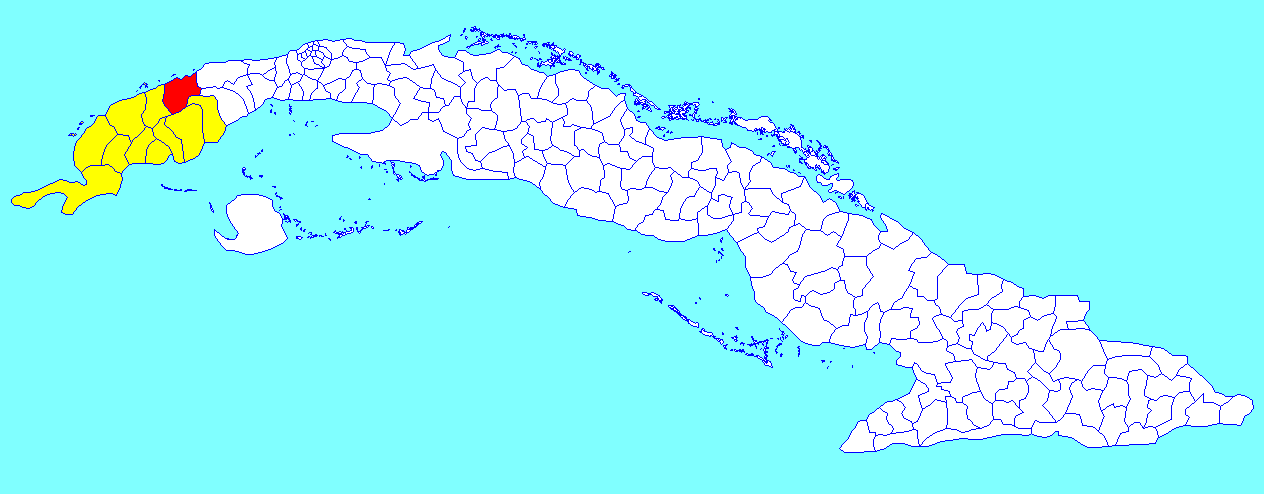
Municipalité de La Palma dans la province de Camagüey

### Divisions administratives
La municipalité compte dix consejos populares :
- San Andrés
- Rafael Ferro
- Caiguanabo
- La Sierra
- La Palma
- La Jagua
- Central Manuel Sanguily
- Mil Cumbre
- Las Cadenas
- Santos Cruz

## Population
En 2022 la population de la municipalité est estimée à 33 352 habitants. Pour une surface de 641,7 km2, la densité est de 51,97 habitants/km².